# Canton de Saint-Jean-Brévelay
Le canton de Saint-Jean-Brévelay est une ancienne division administrative française, située dans le département du Morbihan et la région Bretagne.

## Composition
Le canton de Saint-Jean-Brévelay regroupait les communes suivantes :
| Nom                             | Code Insee | Intercommunalité              | Superficie (km2) | Population (dernière pop. légale) | Densité (hab./km2) |
| ------------------------------- | ---------- | ----------------------------- | ---------------- | --------------------------------- | ------------------ |
| Saint-Jean-Brévelay (chef-lieu) | 56222      | CC Centre Morbihan Communauté | 41,83            | 2 767 (2014)                      | 66                 |
| Bignan                          | 56017      | CC Centre Morbihan Communauté | 45,84            | 2 784 (2014)                      | 61                 |
| Billio                          | 56019      | CC Centre Morbihan Communauté | 12,03            | 368 (2014)                        | 31                 |
| Buléon                          | 56027      | CC Centre Morbihan Communauté | 12,27            | 509 (2014)                        | 41                 |
| Guéhenno                        | 56071      | CC Centre Morbihan Communauté | 23,33            | 807 (2014)                        | 35                 |
| Plumelec                        | 56172      | CC Centre Morbihan Communauté | 58,36            | 2 693 (2014)                      | 46                 |
| Saint-Allouestre                | 56204      | CC Centre Morbihan Communauté | 16,48            | 618 (2014)                        | 38                 |

## Représentation

### Conseillers généraux de 1833 à 2015
| Période | Période          | Identité                                                  | Étiquette       | Qualité |
| ------- | ---------------- | --------------------------------------------------------- | --------------- | --- |
| 1833    | 1836             | Macaire de Rougemont                                      |                 | Propriétaire à Vannes |
| 1836    | 1845             | Augustin de Brossard (1793-1880)                          |                 | Propriétaire, notaire, ancien maire de Bignan (1826-1830)                                                                                                 |
| 1845    | 1848             | Jean Mathurin Trouëssard                                  |                 | Greffier de la justice de paix de Saint-Jean-Brévelay Propriétaire à Plumelec, conseiller d'arrondissement Nommé juge de paix du canton du Faouët en 1847 |
| 1848    | 1852             | Pierre Victor Arthur Blanchard de la Buharaye (1794-1878) |                 | Propriétaire du château de Callac à Plumelec |
| 1852    | 1861             | Charles Avrouin-Foulon (1825-1896)                        |                 | Receveur général du département du Morbihan Propriétaire, adjoint au maire de Vannes                                                                      |
| 1861    | 1871             | Jean Lallement (1803-1872)                                |                 | Juge auditeur Maire de Vannes (1854-1869) |
| 1871    | 1882 (démission) | Louis-Georges de Cadoudal                                 | Monarchiste     | Propriétaire, journaliste politique et écrivain |
| 1882    | 1916 (décès)     | Comte Paul-Henri de Lanjuinais                            | Monarchiste     | Officier de cavalerie Maire de Bignan (1881-1916) Député du Morbihan (1881-1914) Président du Conseil général du Morbihan (1901-1913)                     |
| 1916    | 1919             | siège vacant                                              |                 | |
| 1919    | 1925             | Pierre-Marie Gillet                                       | Conservateur    | Cultivateur à Pénerpichon Maire de Saint-Jean-Brévelay (1898-1913)                                                                                        |
| 1925    | 1940             | Pierre Gillet (fils du précédent)                         | PDP             | Agriculteur Maire de Saint-Jean-Brévelay (1927-1940) Député (1936-1940) Nommé conseiller départemental en 1943                                            |
| 1940    | 1945             | vacant                                                    |                 | |
| 1945    | 1961             | Pierre Gillet                                             | MRP             | Agriculteur Maire de Saint-Jean-Brévelay (1927-1940) Ancien Député (1936-1940)                                                                            |
| 1961    | 1998             | Henri Le Breton                                           | CD puis UDF-CDS | Animateur commercial Sénateur du Morbihan (1981-2001) Maire de Buléon (1953-2008)                                                                         |
| 1998    | 2011             | Henri-Michel Kersuzan                                     | DVD             | Retraité civil Maire de Bignan (1981-2008) |
| 2011    | 2015             | Guénaël Robin                                             | DVG             | Cadre technique EDF - Maire de Saint-Jean-Brévelay (depuis 2008) Elu en 2015 dans le Canton de Moréac                                                     |

Un nouveau découpage territorial du Morbihan entre en vigueur à l'occasion des élections départementales de 2015. Il est défini par le décret du 21 février 2014, en application des lois du 17 mai 2013 (loi organique 2013-402 et loi 2013-403).

En vertu de ce nouveau découpage, le canton de Saint-Jean-Brévelay est entièrement inclus dans le nouveau canton de Moréac, dont le bureau centralisateur est situé à Moréac.

### Conseillers d'arrondissement (de 1833 à 1940)
Le canton de Saint-Jean-Brévelay appartenait à l'arrondissement de Ploërmel jusqu'à sa disparition en 1926.
| Période                                  | Période | Identité                                             | Étiquette       | Qualité |
| ---------------------------------------- | ------- | ---------------------------------------------------- | --------------- | --- |
| 1833                                     | 1845    | Jean Mathurin Trouessard                             |                 | Greffier de la justice de paix, propriétaire à Plumelec                                                     |
| 1845                                     | 1848    | Joseph Mathurin Le Blanc                             |                 | Maire de Plumelec                                                                                           |
|                                          |         |                                                      |                 | |
| 1895                                     | 1922    | Louis Arthur Marie Blanchard, Vicomte de La Buharaye | Conservateur    | Propriétaire du château de Callac à Plumelec                                                                |
| 1922                                     | 1934    | Joseph Vicaud                                        |                 | Conseiller municipal de Plumelec                                                                            |
| 1934                                     | 1940    | Mathurin Le Labourier                                | Union nationale | Maire de Saint-Allouestre                                                                                   |
| 1940                                     |         |                                                      |                 | Les conseils d'arrondissement ont été suspendus par la loi du 12 octobre 1940 et n'ont jamais été réactivés |
| Les données manquantes sont à compléter. |         |                                                      |                 | |

## Démographie
| 1962  | 1968  | 1975  | 1982  | 1990  | 1999  | 2006  | 2011   | 2012   |
| ----- | ----- | ----- | ----- | ----- | ----- | ----- | ------ | ------ |
| 9 036 | 8 927 | 9 151 | 9 395 | 9 464 | 9 288 | 9 788 | 10 508 | 10 558 |